# シュテッティンの和約
シュテッティンの和約（シュテッティンのわやく。Freden i Stettin）は、1570年12月13日に締結された北方七年戦争の平和条約。
神聖ローマ皇帝マクシミリアン2世が調停を行い、ポメラニア公国の首都シュテッティン（現ポーランド、シュチェチン）で、スウェーデンとデンマーク及びリューベックとの間で結ばれた。

## 主な内容
デンマークがスウェーデンへの請求を放棄したことで、スウェーデンとのカルマル同盟は最終的に撤廃された。また、両国の関係はこの戦争によって悪化することとなった。リューベックは、スウェーデンから賠償金を支払われることはなかった。